# Chemische Fabrik zu Schöningen
Die Chemische Fabrik zu Schöningen war ein Unternehmen zur Herstellung chemischer Produkte in Schöningen im heutigen Niedersachsen. Es wurde im Jahr 1856 gegründet und stellte im Dezember 1927 seinen Betrieb ein.

## Unternehmensgeschichte

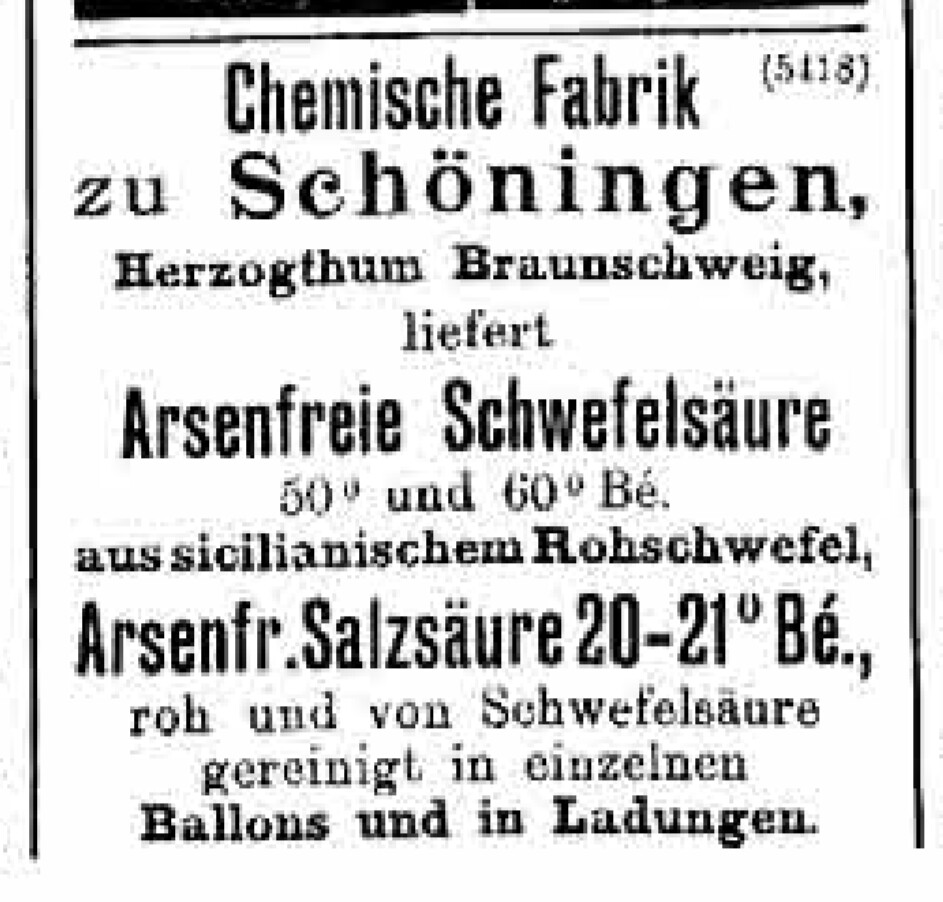
Chemiker-Zeitung. XII, Nr. 57, 1888, S. 984

Das Unternehmen konzentrierte sich zunächst auf die Gewinnung von Schwefelsäure nach dem Bleikammerverfahren und Natriumcarbonat (Soda) nach dem Leblanc-Verfahren. Dabei wurde Natriumchlorid (Kochsalz) mit Schwefelsäure zu Natriumsulfat (Glaubersalz) umgesetzt. Aus dem Sulfat gewann man die Soda durch Brennen mit Kohle und Calciumcarbonat (Kalk).
Ab 1858 war der bedeutende Chemiker Justus von Liebig Mitglied im Verwaltungsrat des Unternehmens, da er ein Schwager des Gründungsdirektors Adolph Rose war. Im Jahr 1864 wurde das Unternehmen in eine Aktiengesellschaft umgewandelt, einige Aktien waren auch in Liebigs Besitz.
Auf Liebigs Anregung wurde in der Schöninger Fabrik bereits in den späten 1850er Jahren Superphosphat produziert. Die Herstellung erfolgte durch Aufschluss von Calciumphosphat aus Knochenkohle mit Schwefelsäure und Salzsäure. Felddüngungsversuche mit Superphosphat aus Schöningen an Zuckerrüben ergaben im Jahr 1859 einen Rekordertrag von 189,4 Zentner pro Morgen. Der ungedüngte Zuckerrübenanbau eines Ackerstücks erreichte dagegen lediglich 90,1 Zentner pro Morgen.
Der Betrieb entwickelte sich in den 1870er Jahren zum bedeutendsten Düngemittelhersteller Norddeutschlands. Für seine Fabrikarbeiter errichtete das Unternehmen günstige Werkwohnungen; es forderte von ihnen aber auch politisches Wohlverhalten. Als der Sozialdemokrat Wilhelm Bracke für die Reichstagswahl 1874 kandidierte, drohte Direktor Rose in einer Betriebsversammlung jenen Mitarbeitern, die Bracke wählen sollten, mit Entlassung.
Die Gewinnung von Mineraldünger und Schwefelsäure blieb bis zur Einstellung der Produktion in den 1920er Jahren das Kerngeschäft des Unternehmens. Das Unternehmen ging 1925 in Liquidation und wurde zum 1. Dezember 1927 aus dem Handelsregister gelöscht.
Die Produktionsanlagen im Südosten der Schöninger Kernstadt, an der ehemaligen Bahnstrecke Oschersleben–Schöningen, wurden restlos abgerissen.